# المراميد (حرض)

تعديل مصدري - تعديل

المراميد هي إحدى قرى عزلة الشعاب بمديرية حرض التابعة لمحافظة حجة، بلغ تعداد سكانها 639 نسمة حسب تعداد اليمن لعام 2004.